# ジョン・シルバー

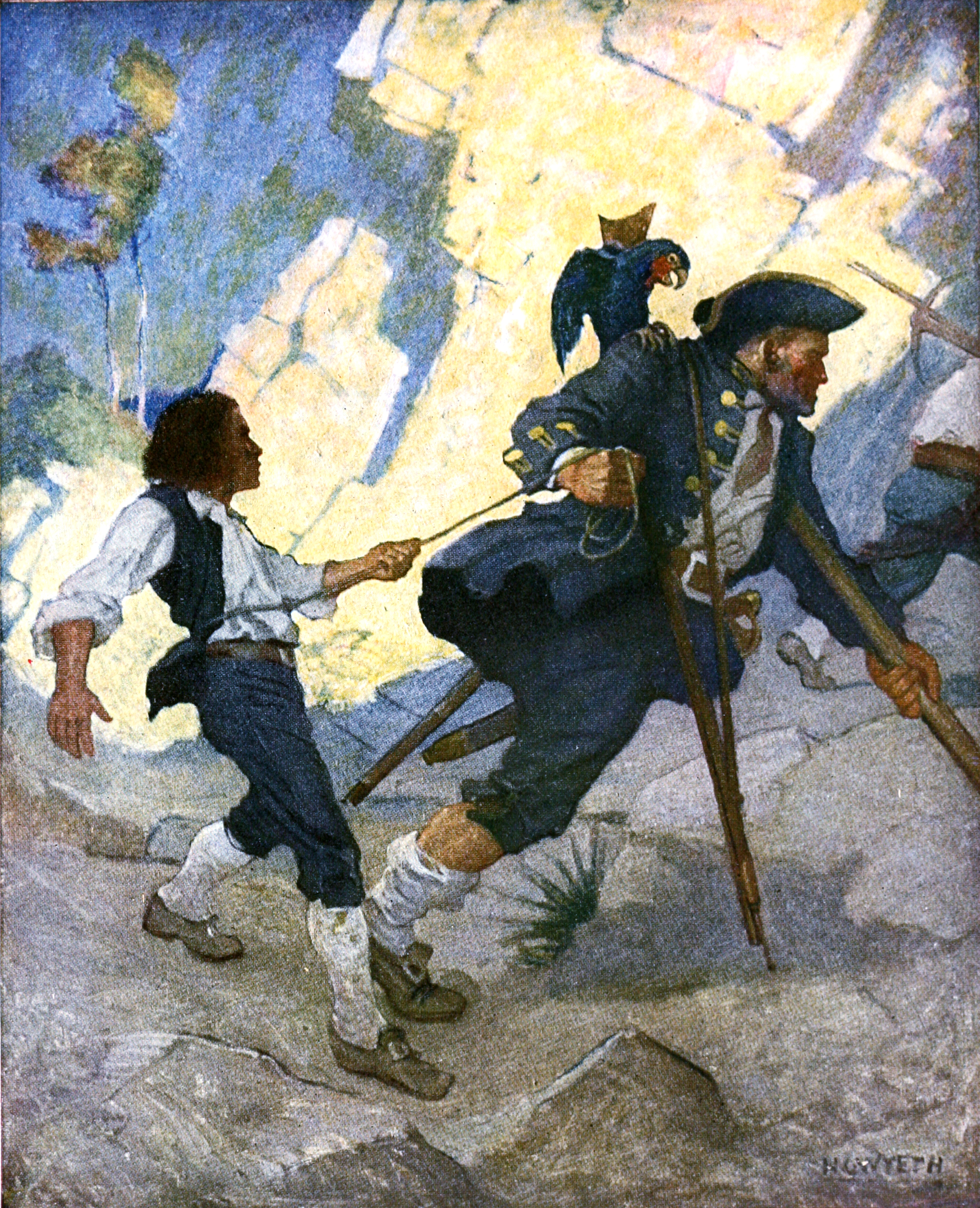
ジョン・シルバーとジム（N. C. Wyeth 1911年）

ジョン・シルバー (John Silver) は、スコットランド出身の小説家、ロバート・ルイス・スティーヴンソンの小説『宝島』に登場する架空の海賊。同作品の主要人物であり、悪役である。ニックネームには、「肉焼き」 (Barbecue) や「海のコック」 (Sea-Cook)、「のっぽのジョン」 (Long John) などがある。
世に知られた典型的な海賊のイメージを代表するひとり。
極悪非道で狡猾極まる海賊船長という設定ではあるが、人好きのする性格で、理知的で話が分かり、状況次第では信頼や名誉を重んじた行動を取ることもできるという特異な性格付けがなされている。
悪役ではあるが、単純な憎まれ役ではなく、主人公一行と行動を共にする場面も数多い。

## プロフィール

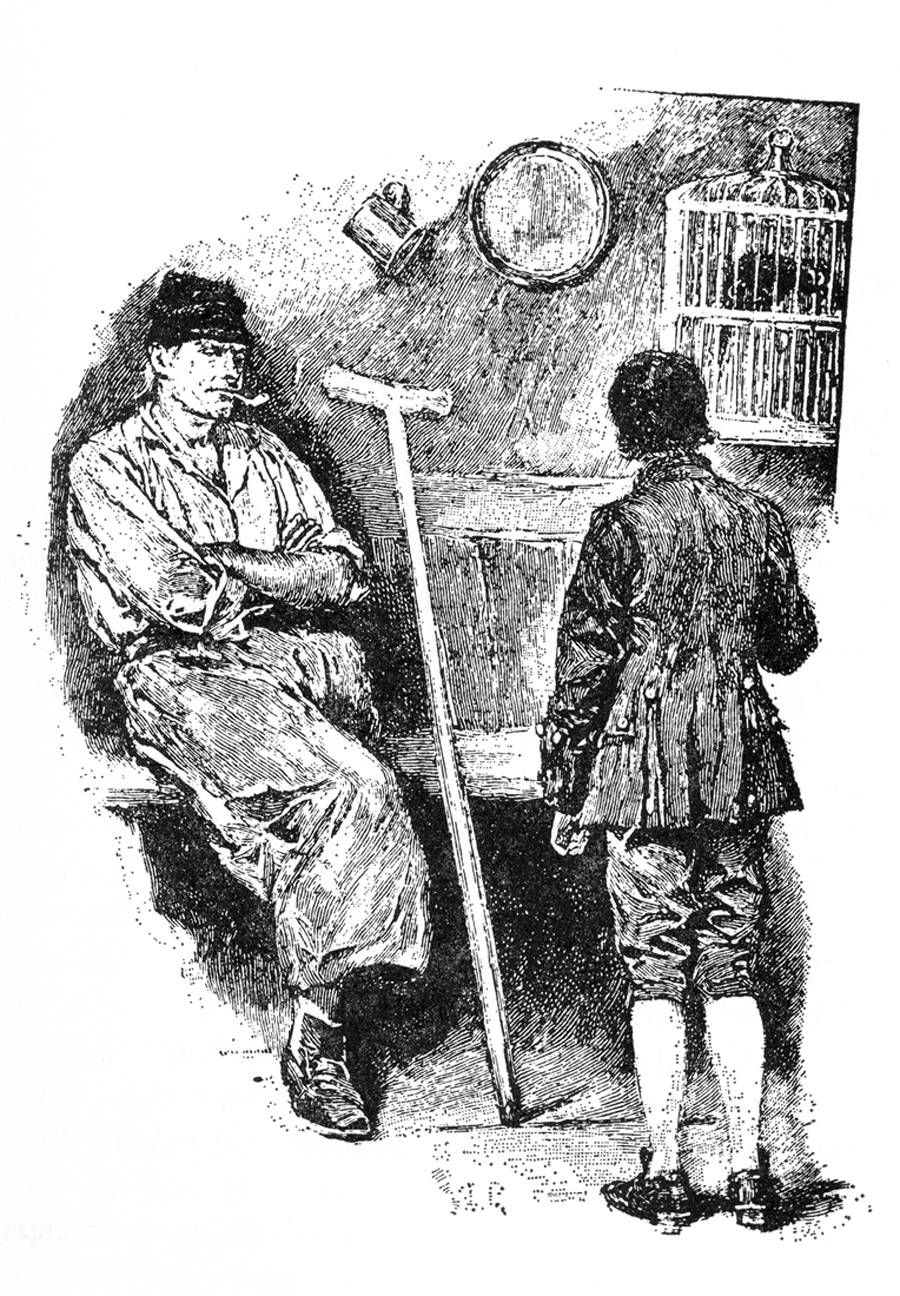
シルバーとジム（George Roux 1885年）

色が薄い髪と蒼白い顔をした年配の男で、左足を失っており、松葉杖を驚くほど巧みに扱って動き回る。片足はイギリス海軍に従事していた時に戦闘中の砲撃で失ったと語っている。
シルバーはかつて、悪名高い海賊フリント船長の手下の操舵手であった。操舵手は船長を除けば地位として最上ランクであり、船が戦闘時でなくとも、船長の採決を拒否する資格があった。操舵手は乗組員より選挙され、主な仕事の一つには戦闘時に甲板から搭乗者を指揮した。
彼はフリントが恐れる唯一の男だった。フリントの死後はその船員たちからも恐れられたが、一方で高く評価されてもいた。スティーブンソンのキャラクターの多くがそうであるように、彼の性格には二重性がある。基本的には勤勉で愛想が良く、相手の長所を褒めるのが上手い、愛すべき立派な海の男だが、一方では状況判断と人心掌握に優れた、抜け目なく油断ならない冷酷なならず者であった。そして彼はその両面を自在に使い分けることができた。
片足をなくしているにもかかわらず、運動能力に優れ、日常動作はほとんど常人に引けを取らず、戦いになっても危険な男だった。五人の屈強な船乗りを相手にしても冷静に立ち向かえるほど豪胆でもある。
またシルバーは海賊らしくない経済感覚の持ち主で、手に入れた財宝を浪費したりせず、複数の銀行に預けて通帳で堅実に管理していた。あぶく銭を使い果たして破滅した元同僚達を彼は嘲笑っている。とはいえ、フリントの莫大な隠し財宝には人並みに執着を見せた。彼はブリストルで「遠めがね屋」（the "Spy-glass"）という居酒屋を黒人の妻とともに経営しており、宝島へ向かう船には料理番として乗り込むなど、料理の腕もある。「肉焼き」「海のコック」とはこれにちなむ呼び名でもある。彼は宝島捜索を終える頃には海賊としての素性が露呈することを見越しており、店舗の清算と資産の引き上げを妻に手配していた。
元の船長をあざけるかのように「フリント」と名付けたオウムを飼っていて、オウムのフリントはよくシルバーの肩を止まり木代わりにして鳴き声を上げていた。

## 本編での行動
物語の前半では、フリント船長の隠し財宝の在り処を示した地図を手に入れるため正体を隠して暗躍する。冒頭から、地図を狙う「一本足の船乗り」として言及されていたものの、直接登場したのは「遠めがね屋」の気のいい店主としてで、主人公ジム・ホーキンズらの一行に巧みに取り入り、船の料理番として冒険に同行することになる。
物語中盤からは、同じく乗組員として乗船させた仲間の海賊達とともに、宝を手に入れるための反乱を主導する。ジム少年によって正体が露呈し、宝島に上陸してからは海賊の首領として主人公側と対立する。だが主人公達の意外な活躍のために次第に形勢が逆転すると立場が危うくなり、船も奪還されるに及ぶと、縛り首を免れるために一転して主人公らと協調行動を取って生き残った海賊達と対立し、ジムと共にフリントの財宝を捜索した。
最終的にフリントの元手下の内で財宝を手に入れたのは、シルバーを含めて二人だけとなった。シルバーはジムに弁護を約束させて、一行とともに帰路についたものの、途中で財宝から三百から四百ギニー分を駄賃として奪ってまんまと逃げおおせた。その後の行方は知れないが、黒人の妻とオウムのフリントと共に、変わらず暮らしているのだろうとジムは推測している。
シルバーは根っからの悪党ではあるが、彼の性格は多くの登場人物を惹きつけるものだった。特に主人公ジム・ホーキンズとの関係は興味深く、ジムはシルバーに幾度も生命を脅かされながらも、最終的には信頼関係と呼べるものを築き上げ、ジムは彼の現世での安楽を願うまでになる。
そのため、中盤で彼の反乱計画が発覚し、敵役としてジムらと対立するようになったのは、読者にとってもジムにとってもショッキングな出来事だった。シルバーは生き残るためなら喜んで仲間を裏切り、敵・味方と立場を転々とするトリックスターでもあるが、それを裏付けるだけの魅力を備えたキャラクターだった。
スティーブンソンが描いた、片足で、肩にオウムを乗せたシルバーは、現代の海賊に対する図像に非常に影響を与えた。

## キャラクターの誕生
インド洋の海賊船長、エドワード・イングランドの部下で片足を失い義足をつけていた海賊が、シルバーのモデルとされる。
スティーブンソンの手紙に従えば、ジョン・シルバーのアイデアは実在の友人ウィリアム・アーネスト・ヘンリーからヒントを得た。彼は物書きでもあり、編集者でもあった。スティーブンソンの継息子ロイド・オズボーンはヘンリーに関して次のように述べている。
「立派な赤いあご髭で、松葉杖をついた身体不自由な、しかし、尊大で熱気を感じる肩幅の丈夫そうな男だったよ。陽気で驚くほど賢い、笑うときは音楽を聞くようだった…火のような活力に満ちていた。彼は片足を常に引きずっていた。」
『宝島』が刊行された後のヘンリーへの手紙で、スティーブンソンは書いている。
「私は今ここに、告白しようと思う。シルバーを生んだのは不具にもかかわらず強さと巧妙さをもつあなたのその姿である…叫び声一つをとっても恐ろしい不具の男の発想、あれは全て君から得た。」

## 備考
- アメリカ合衆国のロック・バンドであるジェファーソン・エアプレインは1972年にアルバム『ロング・ジョン・シルヴァー』（Long John Silver）を発表した。メンバーのグレイス・スリックがアルバム・タイトル曲を作詞した。
- アメリカのファーストフード、ロング・ジョン・シルヴァースの店名の由来にもなっている。
- 1978年の日本のアニメシリーズ『宝島』では、シルバーはブロンドの長髪の男として描かれている。
- ポルノ俳優『Long Dong Silver』は、その珍奇な芸名をジョン・シルバーからとった。
- 『宝島』を元に制作された2002年のディズニーアニメ『トレジャー・プラネット』ではサイボーグとして描かれている。
- ビートルズの早期の名前は『Long John and The Silver Beetles』（ロング・ジョン・アンド・シルバー・ビートルズ）である。
- ジョン・メイスフィールドの作品にA Ballad of John Silverなるものがある
- シャーリー・テンプルの出演作品にテレビ・シリーズ「シャーリー・テンプル・ストーリーブック」があり、『宝島』というエピソードにロッド・テイラーがハンズ役で出演した。アメリカの初回放送は1961年2月19日。

## 演じた人物
- チャールズ・スタントン・オーグル 『Treasure Island』（1920年） 無声映画
- ウォーレス・ビアリー 『宝島』（1934年） 映画
- ロバート・ニュートン 『宝島』（1950年） 映画
- オーソン・ウェルズ 『宝島』（1972年） 映画
- 若山弦蔵 『宝島』（1978年 - 1979年） テレビアニメ
- オレグ・ボリーソフ 『Остров сокровищ』（1982年） テレビミニシリーズ
- 羽佐間道夫 『宝島』（1987年） 劇場アニメ
- チャールトン・ヘストン 『デビルズ・パイレーツ』（1990年） テレビ映画
- ティム・カリー 『マペットの宝島』（1996年） 映画
- エディー・イザード 『トレジャー・アイランド』（2012年） テレビ映画
- ルーク・アーノルド 『ブラック・セイルズ』（2014年 - ） テレビドラマ